# Palmgracht 41-43
Palmgracht 41-43 te Amsterdam is een gebouw aan de Palmgracht in Amsterdam-Centrum. Het gebouw, staande op de hoek met de Palmdwarsstraat is sinds 27 augustus 1970 een rijksmonument. Het gebouw heeft niet altijd dit adres gehad, want in 1940 lag aan de overzijde van de Palmdwarsstraat het terrein van Palmgracht 45-47.
De gracht zelf is de 17e eeuw gegraven en toen verscheen ook de eerste bebouwing alhier. Bij de adresuitgifte in de 19e eeuw kreeg het hoekpand adres 49-51, wat nog later werd verwisseld voor 51-53. Weer later werd het opnieuw omgenummerd tot Palmgracht 41-43. Of Palmgracht 41-43 nog tot de originele bebouwing behoort (althans qua uiterlijk) is niet bekend, maar het monumentenregister omschrijft het als hoekhuis uit 17e of 18e eeuw met een voorgevel onder een rechte lijst uit de 19e eeuw. In 1983 stond hier een gebouw dat door middel van steunberen overeind gehouden moest worden; er waren toen drie bouwlagen onder een puntdak met twee haaks op elkaar staande dakkapellen. Aan de kant van de Palmgracht stond voor het gebouw een anachronisme in de vorm een splitskast uit de periode van de Amsterdamse School. De kast werd echter niet in die stijlperiode (jaren 20) geplaatst; op een foto uit midden jaren vijftig is die splitskast niet te zien; wel een brandmelder. Het gebouw heeft de typisch voor Amsterdam uiterlijk van een hoekpand met winkel. Het winkelgedeelte werd niet ommuurd maar voorzien van kolommen met daartussen glas voor etalages.

## Gevelreclame
Opvallend aan het gebouw is dat boven de winkeletalage een groot deel van de muur blind is uitgevoerd. Dat werd vermoedelijk gedaan om glasbelasting te ontwijken. Bovendien was die blinde gevel een uitstekende manier om reclame te maken. Een foto uit circa mei 1920 laat een reclame zien voor het Indisch Leger.   In latere jaren werden steeds nieuwe reclames op de gevel geschilderd, maar dezelfde foto uit 1983 laat geen reclame meer zien. Na dat jaar werd het pand geheel gerenoveerd en kreeg het datzelfde blinde vlak terug. De "Werkgroep Historische Gevelreclames Amsterdam" vond het rond 2015 een goed idee één van die gevelreclames opnieuw op de gevel aan te brengen. Ymere, dan eigenaar van het gebouw, had geen bezwaar; de bewoner ook niet. Aldus kwam de gevelreclame voor het Indisch Leger terug. Volgens berichten in de pers hadden buurtbewoners wel bezwaar tegen deze reclame, andere berichten gaven aan dat der slechts één klacht was binnengekomen. Ymere verdedigde zich mede door aan te geven deze reclame “stof tot gesprek” (kapstokhaakje) zou kunnen opleveren over het koloniale verleden van Nederland. Andere wezen erop dat de reclame uit de jaren twintig voornamelijk tot doel had arme jongens uit de wijk te halen, legerdiscipline bij te brengen om vervolgens een "nuttig bestaan" op te bouwen in Nederlands-Indië. De herstelde reclame kwam in een tijd dat Nederland geheel anders tegen de koloniale tijd aankeek. 

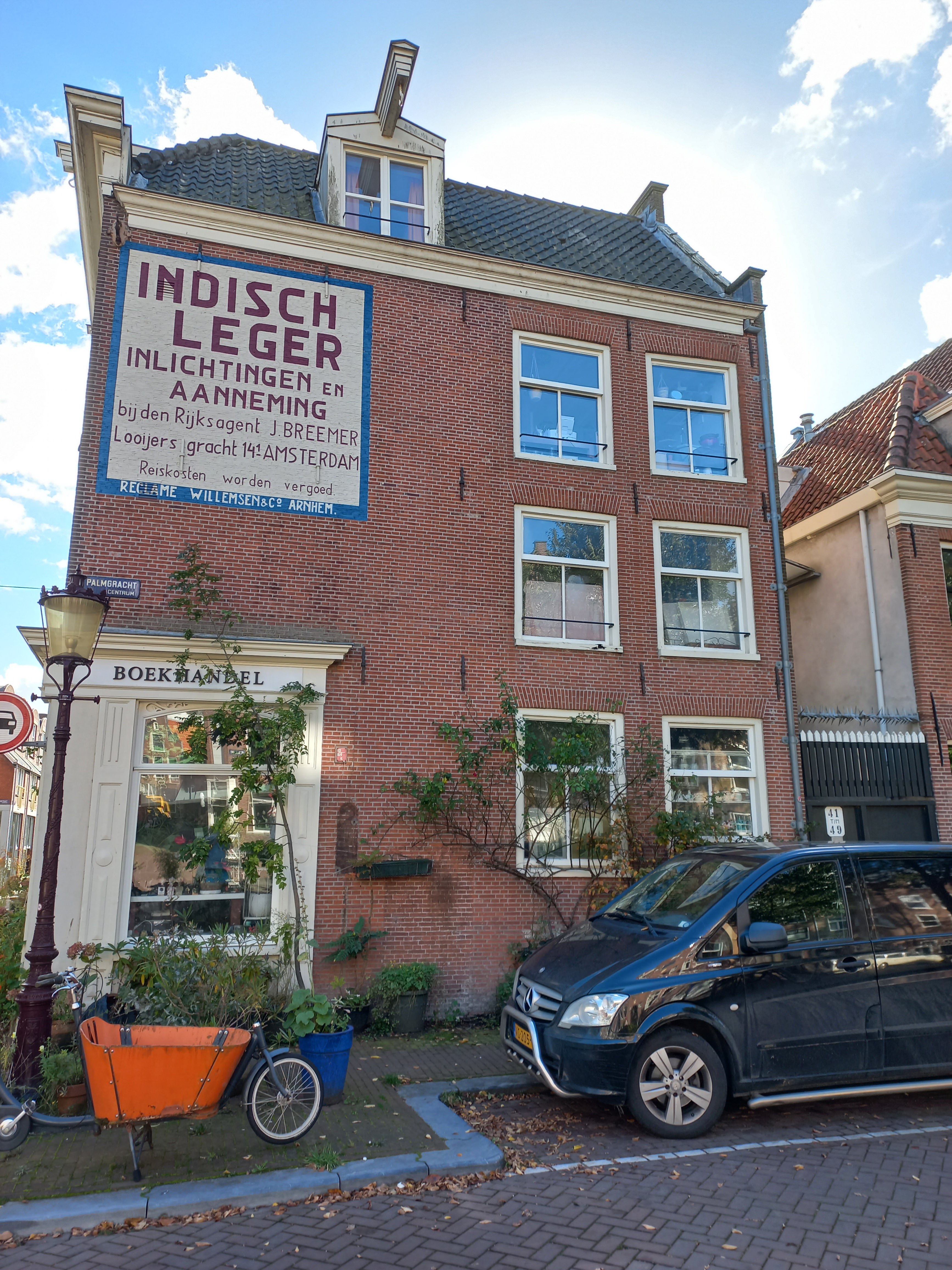
Gerestaureerde reclame (oktober 2022)